# Яласык
Яласык — летний лубочный башкирский шалаш XIX века.
В яласыки и кыуыш башкиры переселялись жить весной, с наступлением теплого времени года. Башкирские яласыки располагались в степи в виде лагерей. Цель проживания в яласыках — присмотр за пасущимся скотом, рубка дров, сенокос.
Яласыки изготовлялись из прутьев, обтянутых берестой. Сверху в яласыках оставлялось отверстие для выхода дыма. Посреди яласыка — очаг для приготовления пищи.
В яласыках жили в бедные башкиры. Богатые башкиры жили в войлочных кибитках кошах.